# 飞吧超级滑板
飞吧超级滑板（韓語：날아라 슈퍼보드），中国大陆又名新编西游记、幻想西游记或百变孙悟空，是一部1990年的韩国动画片，原作为韩国漫画家许英万，由韩国广播公司拍摄，2001年完结。情节源自中国文学名著《西游记》，但以现代形式进行了演绎。该片在韩国获得巨大成功，同期也在中国大陆放映。

## 音樂
| 類別   | 歌曲名稱        | 作詞    | 作曲    | 主唱   |
| 主題曲 | 날아라 슈퍼보드 | unknown | unknown | 김수철 |